# Vitaliano Brunelli
Vitaliano Brunelli (Ancona, 22. studenoga 1848. — Zadar, 22. lipnja 1922.), hrvatski povjesničar i publicist rodom iz Italije, talijanski iredentist

## Životopis
Rodio se u Anconi, a već s četiri godine s roditeljima preselio je u Zadar. U Zadru se školovao. Srednje školovanje bila mu je gimnazija. U Beču je studirao filozofiju uz talijanski i grčki. Po diplomiranju zaposlio se na mjestu suplenta u šibenskoj nižoj realnoj gimnaziji, nakon toga u Splitu dvije godine. U Beču habilitirao, nakon čega se vratio u Zadar raditi u gimnaziji. U Zadru je postao direktorom u gradskoj knjižnici (Paravia). Premješten je u Kopar, gdje je kratko boravio te je opet u Zadru. Predsjednik Lege nazionale od 1909. godine. Osnovao časopise La Rivista dalmatica i La Palestra.
Premda gorljiv istraživač vrelâ i dobar stilist, povjesničarski i publicistički rad obojen mu je talijanskim iredentizmom i znanstveno neutemeljenim tezama da je Dalmacija talijanska zemlja te općenitoj uperenosti protiv hrvatskoga narodnog preporoda u Dalmaciji. U iredentističkom duhu odgojio je svoje učenike, povjesničare Giuseppea Sabalicha, Lorenza Beneveniju, Arnolfa Bacoticha, Tullija Erbera, Uga Inchiostrija, Giuseppea Pragu i dr.

## Djela
Teme radova su sva važnijim pitanjima povijesti istočne obale Jadrana. Posebice se bavio fontologijom (Filip de Diversis, Toma Arhiđakon, Miha Madijev). Premda iredentist, nije se ustručavao baviti temama kao što je Dante u južnih Slavena. Najvažnije djelo je "Povijest Zadra do 1409. godine", čemu važnost daje što se u izradi služio većinom dotad neobjelodanjenim vrelima. Ostala važna djela su monografije o Lucijanu Vranjaninu, Ivanu Dominiku Stratiku, Ivanu Lučiću (Luciusu) i Andriji Meduliću.
Istraživao i diskutirao s hrvatskim povjesničarima. Pisao i pseudonimom Leonardo Dorico. Djela objavio na talijanskom jeziku. Pisao u časopisima Il Dalmata, La Rivista dalmatica, La Palestra, La provincia dell'Istria, La Domenica zaratina, Srđ, Il Dalmatino, Il Corriere della Dalmazia i drugima.